# Медоу Лейн
«Ме́доу Лейн» (англ. Meadow Lane) — футбольный стадион, расположенный в Ноттингеме и являющийся домашней ареной клуба «Ноттс Каунти». Построен в 1910 году на берегу реки Трент. В 1977 году был полностью реконструирован. Вместимость стадиона составила 20 229 зрителей, но по требованиям безопасности была ограничена до 17 271 зрителя. В июле 2011 года городской совет Ноттингема дал разрешение открыть все трибуны и работать в полноценном режиме.
Расположен в 275 метрах от стадиона «Сити Граунд» клуба «Ноттингем Форест», принципиального соперника «Ноттс Каунти». С 2006 года матчи на «Медоу Лейн» также проводит регбийный клуб «Ноттингем».